# Бурдівка
Бу́рдівка — село в Україні, у Роздільнянській міській громаді Роздільнянського району Одеської області. Населення становить 845 осіб. Відноситься до Єреміївського старостинського округу.
В селі є Бурдівська ЗОШ І-III ст.

## Історія
19 жовтня 1976 р. село Бурдівка Іванівського району передано в підпорядкування Єгорівської сільради Роздільнянського району.
7 червня 1983 р. Бурдівка передана до Єреміївської сільради.
На 1 травня 1984 року в Бурдівці знаходився господарський центр племптахорадгоспу «Хаджибеевский».
У рамках декомунізації у селі була перейменована вулиця Піонерська, нова назва – Молодіжна.
У результаті адміністративно-територіальної реформи село ввійшло до складу Роздільнянської міської територіальної громади та після місцевих виборів у жовтні 2020 року було підпорядковане Роздільнянській міській раді. До того село входило до складу ліквідованої Єреміївської сільради.
22 вересня 2022 року Роздільнянська міська рада в рамках дерусифікації перейменувала у селі вулицю Уютну на Затишну.

## Населення
Згідно з переписом УРСР 1989 року чисельність наявного населення села становила 764 особи, з яких 356 чоловіків та 408 жінок.
За переписом населення України 2001 року в селі мешкали 764 особи.
2010 — 750;
2011 — 750;
2012 — 854;
2013 — 849;
2014 — 844;
2015 — 845.
| Категорія                | 2012 | 2013 | 2014 | 2015 |
| ------------------------ | ---- | ---- | ---- | ---- |
| Дворів                   | 268  | 268  | 268  | 268  |
| Дітей дошкільного віку   | 40   | 36   | 38   | 35   |
| Шкільного віку           | 99   | 105  | 103  | 95   |
| Громадян пенсійного віку | 324  | 304  | 312  | 305  |
| Померлих                 | 8    | 12   | 10   | 2    |
| Народжених               | 7    | 6    | 9    | 5    |

### Мова
Розподіл населення за рідною мовою за даними перепису 2001 року:
| Мова       | Відсоток |
| ---------- | -------- |
| українська | 91,36 %  |
| російська  | 7,07 %   |
| молдовська | 1,44 %   |